# Oton od Klevea
Oton je bio grof Klevea. Njegovi su roditelji bili grof Dietrich VII. i njegova supruga Margareta.
Oton je bio zaručen za svoju sestričnu Mariju Brabantsku, ali su zaruke poništene. Papa Bonifacije VIII. bio je taj koji je zaruke poništio te je Oton oženio Adelajdu od Marka. Čini se da nisu imali djece. Nakon nje je oženio Matildu od Virneburga, kćer grofa Roberta II. od Virneburga.
Brak Matilde i Otona urodio je plodom; njihova je kći bila Irmgarda (? – 1362.). Međutim, papa Klement V. poništio je Otonov brak s Matildom.
Budući da Oton nije imao više djece, naslijedio ga je polubrat Dietrich VIII., a brat im je bio Ivan, koji nije imao sinova. Dietrich je imao tri kćeri, ali one nisu mogle naslijediti grofoviju te je na kraju grof Klevea bio Adolf III. od Marka.